# Los Angeles Blades (PHL)
Die Los Angeles Blades waren ein US-amerikanisches Eishockeyfranchise der Pacific Hockey League aus Los Angeles, Kalifornien.  

## Geschichte
Das Franchise wurde 1978 gegründet. Der Name wurde in Anlehnung an die Los Angeles Blades aus der Western Hockey League gewählt. In der Saison 1978/79 belegte die Mannschaft den fünften Platz der regulären Saison bei sechs teilnehmenden Teams, wobei die Mannschaft sich nach nur 22 Spielen vorzeitig aus der Liga zurückzog und den Spielbetrieb einstellte.  